# Raion de Leova
Le raion de Leova est un raion (subdivision territoriale) de la république de Moldavie, dont le chef-lieu est Leova. En 2014, sa population était de 44 702 habitants. Le raion s'étend sur 775 km2, dont 16 km2 d'eau.

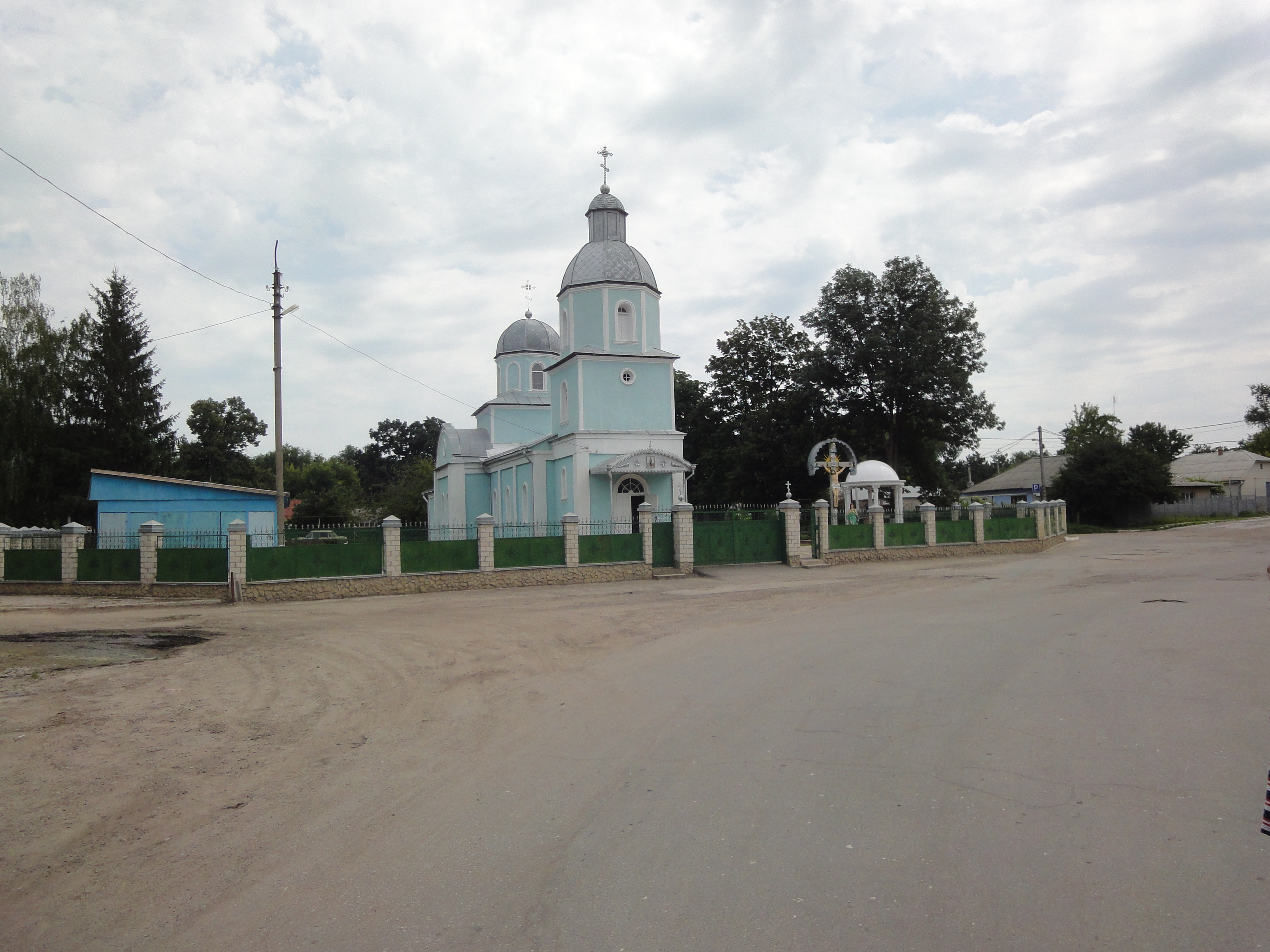
Leova, Moldavie, église orthodoxe

## Démographie
| Groupe ethnique      | %    |
| -------------------- | ---- |
| Moldaves et Roumains | 88,5 |
| Ukrainiens           | 0,9  |
| Russes               | 0,8  |
| Bulgares             | 0,8  |
| Autres               | 0,2  |
| Roms                 | 0,1  |
| Gagaouzes            | 0,1  |

## Économie
11 859 entreprises sont implantées dans le raïon.

## Religions
- 97,9 % de la population du raïon est chrétienne, dont une grande partie sont orthodoxes.
- 0,7 % de la population est athée ou sans religion.